# Atmosfera baroclina

Linee di densità e isobare si intersecano in un fluido baroclino (sopra). Dal momento che la densità è collegata alla temperatura, su una mappa di superficie, isobare e isoterme si intersecano anche tra loro

In dinamica dei fluidi la baroclinicità è una misura della stratificazione in un fluido. In meteorologia un'atmosfera baroclina è quella per cui la densità dipende sia dalla temperatura che dalla pressione; questa si contrappone all'atmosfera barotropica per la quale invece la densità dipende solo dalla pressione. In termini atmosferici le zone barotropiche della Terra si trovano in genere alle latitudini centrali, cioè tra i tropici, mentre le zone barocline si trovano generalmente nelle regioni delle latitudini medie e polari.
La baroclinicità è proporzionale a:
{\displaystyle \nabla p\times \nabla \rho }
che ancora è proporzionale all'angolo tra la superficie di pressione costante e la superficie di densità costante. Così in un fluido barotropico (che è definito da baroclinicità nulla) queste superfici sono parallele.
Aree di alta baroclinicità atmosferica sono caratterizzate dalla frequente formazione di cicloni.

## Descrizione

### Vettore baroclino
Partendo dall'equazione del moto per un fluido (l'equazione di Eulero o le equazioni di Navier-Stokes) e prendendone il rotore, si arriva all'equazione del moto per il rotore della velocità del fluido che è appunto la vorticità. In un fluido che non ha densità costante, un termine di sorgente appare nell'equazione della vorticità, ogni qual volta le superfici a densità costanti (superfici isopicne) e superfici a pressione costante (superfici isobariche) non sono allineate. La derivata materiale della vorticità locale è data da:
{\displaystyle {\begin{aligned}{\frac {D{\vec {\omega }}}{Dt}}\equiv {\frac {\partial {\vec {\omega }}}{\partial t}}+({\vec {V}}\cdot {\vec {\nabla }}){\vec {\omega }}=({\vec {\omega }}\cdot {\vec {\nabla }}){\vec {V}}-{\vec {\omega }}({\vec {\nabla }}\cdot {\vec {V}})+\underbrace {{\frac {1}{\rho ^{2}}}{\vec {\nabla }}\rho \times {\vec {\nabla }}p} _{\mathrm {baroclinic\,contribution} }\end{aligned}}}
dove {\displaystyle {\vec {V}}} è la velocità e {\displaystyle {\vec {\omega }}} è la vorticità, {\displaystyle p} la pressione, e {\displaystyle \rho } la densità). il contributo baroclino è il vettore:
{\displaystyle {\frac {1}{\rho ^{2}}}\nabla \rho \times \nabla p}
Questo vettore è di interesse sia nei fluidi comprimibili sia nei fluidi incomprimibili (ma non omogenei). Le onde di gravità interne così come i modi di Taylor-Rayleight possono essere analizzati dalla prospettiva del vettore baroclino. È anche di interesse la creazione di vorticità attraverso il passaggio di shock attraverso mezzi non omogenei come ad esempio nell'instabilità di Richtmeyer-Meshkov.
I subacquei possono diventare familiari con onde molto lente che possono essere eccitate in un termoclino o in un aloclino; queste sono onde interne. Onde simili possono essere generate tra uno strato di acqua e uno strato di olio. Quando l'interfaccia tra queste due superfici non è orizzontale e il sistema è vicino all'equilibrio idrostatico il gradiente di pressione è verticale, ma il gradiente di densità non lo è. Perciò il vettore baroclino è non nullo e il senso del vettore baroclino è creare vorticità per far fuori il livello di interfaccia. Nel processo, il superamento dell'interfaccia, e il risultato è un'oscillazione che è un'onda di gravità interna. Diversamente dalle onde di gravità di superficie, le onde di gravità interne non richiedono un'interfaccia tagliente. Per esempio, in corpi di acqua, un gradiente graduale in temperatura o salinità è sufficiente per supportare onde di gravità interne guidate dal vettore baroclino.

### Instabilità baroclina
L'instabilità baroclina è un'instabilità fluidodinamica di fondamentale importanza nell'atmosfera terrestre e negli oceani. Nell'atmosfera essa rappresenta il meccanismo dominante che dà vita ai cicloni e agli anticicloni che dominano il clima alle medie latitudini. Negli oceani genera un campo di vortici a mesoscala che gioca vari ruoli nella dinamiche oceaniche e nel trasporto di traccianti.
L'instabilità baroclina è un concetto rilevante per i fluidi rapidamente rotanti e fortemente stratificati. Se il fluido sia rapidamente rotante o meno è determinato in questo contesto dal numero di Rossby. Più precisamente un flusso in una rotazione di un corpo solido ha vorticità che è proporzionale alla sua velocità angolare. Il numero di Rossby è una misura del distacco della vorticità da quella della rotazione del corpo solido. Tale numero deve essere piccolo affinché il concetto di instabilità baroclina sia rilevante. Quando il numero di Rossby è alto, altre forme di instabilità, spesso riportate come inerziali diventano molto rilevanti.
L'esempio più semplice di un flusso stabilmente stratificato è quello di un flusso incompressibili con densità decrescente con la quota. In un gas compressibile come l'atmosfera la misura rilevante è nel gradiente verticale dell'entropia che deve aumentare con la quota per flussi stabilmente stratificati. Una misura della forza della stratificazione si ottiene misurando quanto elevato deve essere lo shear verticale dei venti orizzontali al fine di destabilizzare il flusso e produrre la classica instabilità di Kelvin-Helmholtz. Questa misura è data dal numero di Richard: quando il numero di Richard è alto, la stratificazione è forte abbastanza da prevenire questa instabilità di shear.
Prima del classico lavoro di Jule Charney e Eric Eeady sull'instabilità baroclina alla fine degli anni '40, la maggior parte delle teorie che tentavano di spiegare la struttura dei vortici alle medie latitudini prendevano come punto di partenza l'instabilità da alto numero di Rossby o da piccolo numero di Richard, familiari alla fluidodinamica di quel tempo. La più importante caratteristica dell'instabilità baroclina è che essa esiste persino nella situazione di rapida rotazione (piccolo numero di Rossby) e forte stratificazione stabile (alto valore del numero di Richardson) tipicamente osservati in atmosfera.
La sorgente di energia per l'instabilità baroclina è l'energia potenziale nei flussi ambientali. Non appena l'instabilità cresce, il centro di massa del fluido si abbassa.
Nelle onde crescenti in atmosfera, l'aria fredda muovendosi verso il basso e verso l'equatore sostituisce l'aria più calda che si muove verso il polo e verso l'alto.
L'instabilità baroclina può essere studiata in laboratorio usando un contenitore anulare rotante. Il contenitore è riscaldato sulla parete più esterna e raffreddato nella parete più interna e i flusso di fluido risultanti contribuiscono a rendere baroclinamente instabili le onde.
Il termine baroclino si riferisce al meccanismo attraverso il quale la vorticità viene generata. La vorticità è il rotore del campo di velocità. In generale l'evoluzione della vorticità può essere scomposto nei contributi da avvezione (non appena i tubi vorticosi si muovono con il flusso), l'allungamento e la rotazione (non appena i tubi vorticosi sono stirati o girati dal flusso) e la generazione di vorticità baroclina che si manifestano ogni qual volta c'è un gradiente di densità lungo la superficie di pressione costante. I flussi baroclini possono essere contrastati con flussi barotropici nei quali la densità e le superfici di pressione coincidono e non c'è generazione baroclina di vorticità.
Lo studio dell'evoluzione di queste instabilità barocline non appena crescono e decadono è sinonimo in dinamica meteorologica del problema dello sviluppo di teorie per descrivere le caratteristiche fondamentali del tempo atmosferico alle medie latitudini.